# Vitrolles (Bouches-du-Rhône)
Vitrolles település Franciaországban, Bouches-du-Rhône megyében. Lakosainak száma 36 612 fő (2022. január 1.). Vitrolles Aix-en-Provence, Cabriès, Marignane, Les Pennes-Mirabeau, Rognac, Saint-Victoret és Berre-l'Étang községekkel határos.

## Népesség
A település népessége az elmúlt években az alábbi módon változott:
| Lakosok száma | 5058 | 22 725 | 35 397 | 37 190 | 34 493 | 34 089 | 33 310 | 33 333 | 34 418 | 36 612 |
|               | 1968 | 1982   | 1990   | 2006   | 2013   | 2015   | 2017   | 2019   | 2020   | 2022   |

## Polgármesterek
- 1800-1808 : Paul Gueidon
- 1808-1812 : Pierre Joseph Gabriel Bertrand
- 1813-1817 : Louis Barrigue de Monvalon
- 1817-1823 : Jacques Pierre Hilarion Audibert
- 1824-1830 : Louis Martin
- 1830-1831 : Honoré-Etienne Emery
- 1831-1837 : Hyppolite Baret
- 1837-1842 : André Guilhen
- 1842-1844 : Joseph Constant aka. Constant le riche
- 1844-1846 : Barthélemy Bontoux
- 1847-1848 : Jean-Etienne Bonsignour
- 1848-1848 : Casimir Berard
- 1848-1850 : Jean-Joseph Audibert
- 1850-1850 : Louis Faren
- 1850-1863 : Honoré Lataud
- 1863-1865 : Jean-Pierre Christophe
- 1865-1867 : Jules Aimard
- 1867-1870 : Jean Antoine Audibert
- 1870-1874 : François Hilaire Touche
- 1874-1878 : Lucien Sauvat
- 1878-1892 : François Hilaire Touche
- 1892-1908 : Vital Rouard
- 1908-1912 : Pierre Gustave Constant
- 1912-1925 : Cyprien Touche
- 1825-1944 : Jules Guibaud
- 1944-1954 : Henri Loubet
- 1954-1966 : Victor Martin
- 1966-1977 : Henri Bremond
- 1977-1983 : Pierre Scelles
- 1983-1997 : Jean-Jacques Anglade
- 1997-2002 : Catherine Mégret
- 2002-2009 : Guy Obino